# Passagem Franca
Passagem Franca est une municipalité brésilienne située dans l'État du Maranhão.